# Профессия киллер
«Профессия киллер» (англ. Fulltime Killer, кит. 全職殺手, иер. трад. Chuen jik sat sau) — гонконгский боевик 2001 года режиссёров Джонни То и Вай Ка Фая, с Такаси Соримати и Энди Лау в главных ролях. Основная сюжетная линия аналогична фильму «Наёмные убийцы» с Сильвестром Сталлоне и Антонио Бандерасом.

## Сюжет
По роману Эдмонда Пана. О — одинокий и хладнокровный наёмный убийца, профессионал высшего класса. Его соперник Ток — самоуверенный и щеголеватый любитель фильмов о киллерах («Музыкант», «Самурай», «Леон»), склонный к театральности. Он одержим желанием убить О, заняв тем самым место «киллера номер один». В борьбу Тока и О втянута девушка Чин, к которой неравнодушны оба убийцы. Соперничеству киллеров пытается противостоять сотрудник интерпола Ли.

## Актёры
- Такаси Соримати — О
- Энди Лау — Ток
- Келли Лин — Чин
- Саймон Ям — Ли

## Реакция
Фильм был выдвинут от Гонконга на премию «Оскар» за лучший фильм на иностранном языке, однако не вошёл в «шорт-лист» номинации.
Обозреватель Variety Дерек Элли отметил сценарий картины: «Не в первый раз в сценарии Вая фильм принимает неожиданный левый поворот на 75-й минуте, именно тогда, когда основная история, казалось бы, закончена». Мнению коллеги вторил Деннис Лим из The Village Voice: «Самый наглый структурный толчок приходится на финальные полчаса, когда два киллера (и женщина, которая любит их обоих) резко уступают центр внимания до сих пор незначительному персонажу — копу интерпола — и его попыткам придумать окончание той метафикции, которую мы наблюдаем».
Критик Rolling Stone Питер Траверс дал ленте оценку , написав: «Хотя сюжет „Fulltime Killer“ ничем не нов (два киллера соперничают за звание убийцы-номер-один), стильные причуды ставят фильм в его собственную лигу». Рецензент Entertainment Weekly Оуэн Глайберман заявил: «Кровавый энтузиазм персонажей часто заразителен, но сказка о прилизанном социопате Токе, идущим по следу легендарного азиатского киллера О, слишком неорганизована, чтобы утвердиться».